# Delaney Schnell
Delaney Schnell (Iron Mountain, 21 de dezembro de 1998) é uma saltadora estadunidense, medalhista olímpica.

## Carreira
Schnell conquistou a medalha de prata nos Jogos Olímpicos de Verão de 2020 em Tóquio na prova de plataforma 10 m sincronizado feminino, ao lado de Jessica Parratto, após somarem 310.80 nos cinco saltos.